# Helina xingkaiensis
Helina xingkaiensis är en tvåvingeart som beskrevs av Xue och Du 2008. Helina xingkaiensis ingår i släktet Helina och familjen husflugor. Inga underarter finns listade i Catalogue of Life.